# Nga Hoàng (đế Thuấn)

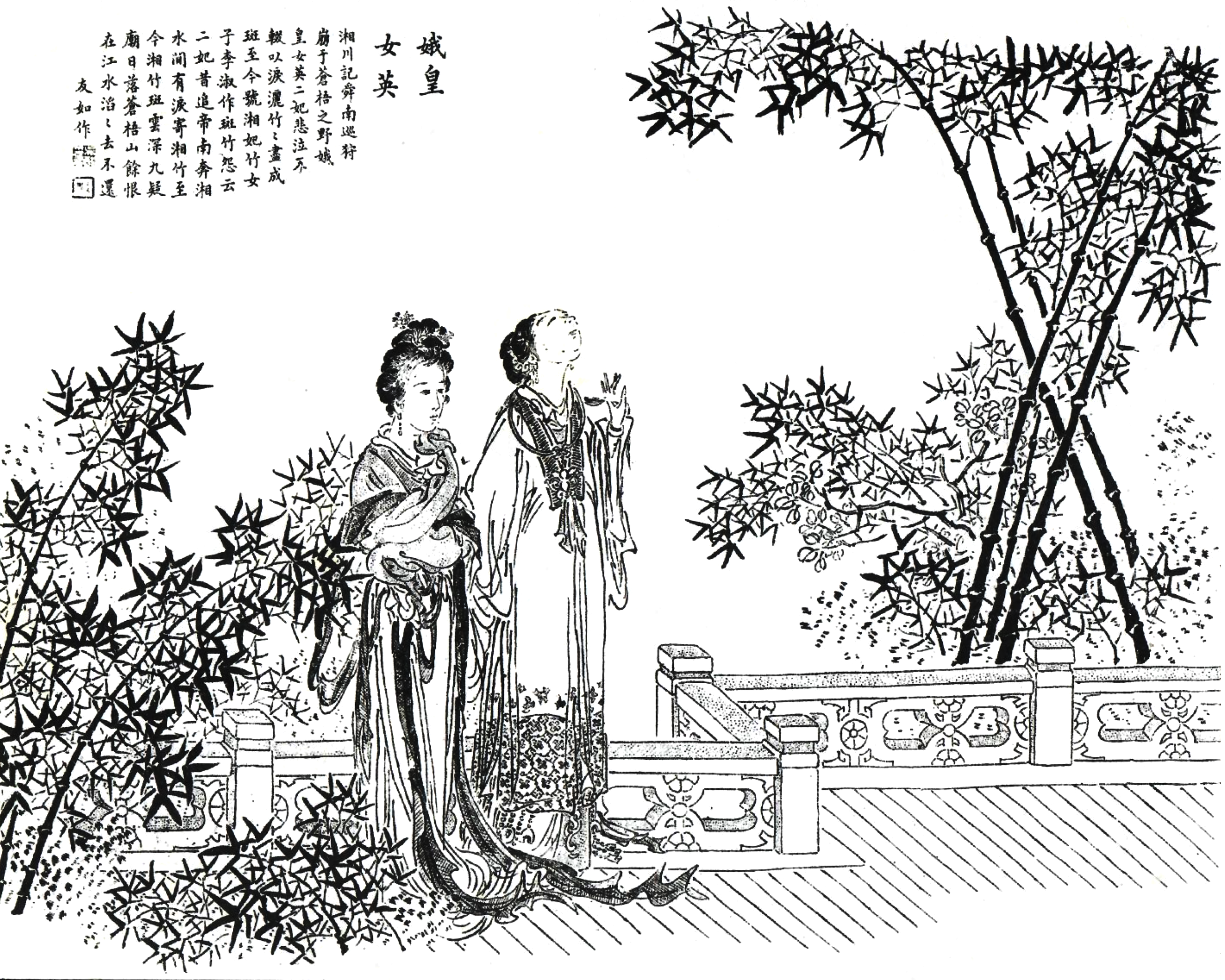
Nga Hoàng và Nữ Anh.

Nga Hoàng (chữ Hán: 娥皇) là một tần phi sống vào thời Ngũ Đế trong lịch sử Trung Quốc.
Theo nhiều thư tịch cổ ghi chép thì bà và Nữ Anh đều là con gái của Đế Nghiêu Y Kỳ Phòng Huân và cùng là vợ của Đế Thuấn Diêu Trọng Hoa. Cái chết của cả hai người trở thành điển tích nổi tiếng trong văn hóa Trung Hoa.

## Tiểu sử
Khi Đế Nghiêu về già, ông thấy các người con của mình mải mê tửu sắc nên có ý chọn người khác kế thừa ngôi vị của mình. Ông hỏi Tứ Nhạc - 4 vị đại thần thông tuệ trong triều và 4 người họ nói rằng thiên hạ bàn tán ca tụng công đức của Diêu Trọng Hoa, Đế Nghiêu chưa vội tin và ông đã quyết định thử thách người này. Trước tiên, ông cấp cho Diêu Trọng Hoa kho lương thực rồi gả một lúc 2 cô con gái là Nga Hoàng và Nữ Anh cho ông ta. Kết quả, vua Nghiêu không nhìn lầm người nên ông rất phấn khởi lập tức phong Diêu Trọng Hoa làm vua nước Hữu Ngu, rồi chẳng bao lâu đế Nghiêu thiện nhượng cho Diêu Trọng Hoa làm đế Thuấn thì Nga Hoàng chính thức trở thành mẫu nghi thiên hạ.
Tương truyền khi Thuấn cai trị chỉ ngồi gảy khúc Nam Phong mà nhân dân an cư lạc nghiệp xã hội thanh bình, Nga Hoàng cai quản tốt tam cung lục viện và xử lý triều chính lúc chồng đi tuần thú nơi xa mà đất nước được thịnh trị.

## Cái chết
Sau khi Thuấn thiện nhượng cho Hạ Vũ thì ông vẫn tiếp tục công việc đi tuần thú chỉ đạo dân cày cấy, trong những lúc này thì Nga Hoàng và Nữ Anh đều đi theo chồng giúp đỡ việc hậu cần.
Lần đó, Ngu Thuấn đến đất Thương Ngô bên bờ sông Tương thì ngã bệnh qua đời. Hai bà thương khóc chồng ngồi cạnh mộ bên bờ sông Tương khóc ròng rã suốt 7 ngày 7 đêm. Chỗ nước mắt của 2 bà rơi xuống mọc ra bụi trúc nên người đời gọi luôn đó là Tương phi trúc (湘妃竹). Sau khi khóc than thì Nga Hoàng cùng Nữ Anh đều trầm mình xuống sông để tuẫn tiết theo chồng.